# Привільне (Перекопський район)
Берді-Болат (крим. Berdi Bolat) або Приві́льне — село Перекопського району Автономної Республіки Крим.

## Назва
Село засноване 1886 року як німецька колонія під назвою Берді-Болат Немсе (крим. Berdi Bolat Nemse). Назву запозичено у села Берді-Болат (крим. Berdi Bolat), що до наших днів не збереглося.
Зі зникненням первинного поселення (між 1915 і 1926 роками) назва скоротилася до Берді-Болат. Ця назва зберігалася до 1945 року. Після вивезення кримських народів з Криму село дістало іншу назву — Привільне (рос. Привольное).

## Опис
Берді-Болат розташований у північній частині Криму на лівому березі річки Чатирлик. Село розташоване на висоті 5 метрів над рівнем моря.
Берді-Болат належить до Перекопського району. Відстань до районного центру Яни-Капу складає близько 20 км дорогою. Найближчою залазничною зупинкою є станція Воїнка в одноіменному селі, що розташована на відстані в 12 км від Привільного. Берді-Болату. Найближчим селом Новопавлівка, що розташоване по інший берег Чатирлику.
У Берді-Болаті налічується 240 дворів, що розташовані уздовж 4 вуличок. Село доєднане електричної мережі та газу.

## Історія
Згідно з відомостями з енциклопедичного словника «Німці Росії», поселення було засноване 1886 року як німецька колонія Берді-Болат Немсе (крим. Berdi Bolat Nemse), що займала 1200 десятин землі. Село належало до Воїнської волості Перекопського уїзду, де стало одним із перших поселень адвентистської громади у Криму. У «Пам'ятній книзі Таврійської губернії за 1892 рік» зазначено, що у селищі Берді-Болат Немсе налічується 8 дворів, де мешкає 71 людина.
Після встановлення у Криму радянського режиму адміністративний устрій Криму зазнав значних змін. У 1921 році Берді-Болат було приписано до Ішунського району Джанкойської округи. У 1923 році округи скасували, а існуючі райони об'єднали. Таким чином Берді-Болат став частиною Джанкойського району.
Згідно з відомостями усесоюзного перепису населення, станом на 1939 рік у селі мешкало 190 людей, з них більшість — німці. У 1941 році усі особи німецької народності були вивезені до Сибіру та Казахстану.
У 1945 році Берді-Болат дістав нову назву Привільне (рос. Привольное). Її поселенню надали у межах нищення культурної спадщини кримського народу, що стало продовженням етнічних чисток у Криму.
У 1991 році, по розпаду СРСР, село увійшло до автономної республіки у складі України.
З 2014 року Берді-Болат окупований Росією, а у Криму встановлено окупаційну адміністрацію.

## Населення
Згідно із відомостями усеукраїнського перепису населення, в селі живе 538 осіб. Згідно з «переписом 2014 року», здійсненим окупаційною владою Криму, населення склало 429 осіб.
За рідною мовою населення ділиться таким чином
| мова                   | %     |
| ---------------------- | ----- |
| Російська мова         | 47,03 |
| Українська мова        | 31,97 |
| Кримськотатарська мова | 19,33 |
| інші                   | 0,56  |

## Постаті
- Сергій Смірнов (1975—2014) — старший штаб-сержант (прапорщик) Збройних сил України, учасник російсько-української війни.